# Gornje Selo (ruralna kulturno-povijesna cjelina)
Ruralna kulturno-povijesna cjelina Gornje Selo, ruralna cjelina dijela sela Gornjeg Sela, otok Šolta.

## Povijest
Gornje Selo smješteno je u unutrašnjosti otoka Šolte na južnom rubu Gornjeg polja. Prema sjeveru povezano je s dobro zaštićenom prirodnom lukom Stomorska. Današnje Gornje Selo počelo se formirati u srednjem vijeku južno od kasnoantičkog naselja, na strateški povoljnijem položaju. Glavnu okosnicu naselja tvori ulica koja se s juga penje na sjever, prema vrhu brežuljka. Oko nje nižu se stambeni sklopovi pojedinih rodova – dvorovi. Kao i u ostalim naseljima u unutrašnjosti otoka dvorovi su zidom ograđena unutrašnja dvorišta oko kojih se nižu gospodarske kuće – prizemnice, te kuća za stanovanje sa štalom u prizemlju, stambenim dijelom na katu u koji se pristupa vanjskim stubištem (balaturom) i potkrovljem. Kuće su građene iz priklesanog kamena u vapnenom mortu, pokrivene drvenom krovnom konstrukcijom s kamenim pokrovom. Kod mnogih je kameni pokrov zamijenjen kupom kanalicom, a kamene su ploče zadržane u karakterističnom detalju kose strehe koji se i danas primjenjuje. Luminari u potkrovlju imaju dvostrešan krović. U mnogim kućama do danas su se sačuvali pregradni kanatni zidovi (drvene konstrukcije s letvicama i žbukom). Svi otvori uokvireni su kamenim pragovima, a prozori se s vanjske strane štite škurama. Kako su se povećavale obitelji, tako su se dograđivali i širili dvorovi. Najvredniji pučki sklopovi su Gabrinovi, Jakovčevića i Škrabanića dvori. Župna crkva sv. Ivana Krstitelja sagrađena je na samom sjevernom rubu sela polovicom 19. stoljeća. Izraziti i dobro sačuvani dvorovi kao spomenici pučkog graditeljstva, te nalazi arhitekture iz različitih povijesnih perioda, daju naselju Gornje Selo istaknutu arheološku, povijesnu i umjetničku vrijednost.

## Zaštita
Pod oznakom Z-6016 zavedena je kao nepokretno kulturno dobro - kulturno-povijesna cjelina, pravna statusa zaštićena kulturnog dobra, klasificirano kao "kulturno-povijesna cjelina".